# Virtual-Tape-Library
Eine Virtual-Tape-Library (VTL) ist ein Speicher auf Basis eines Disk Arrays, der nach außen hin eine Tape-Library emuliert. Dadurch ist es möglich, Backup-To-Disk-Konzepte in bestehende Datensicherungsumgebungen, die in der Regel auf Bandlaufwerken basieren, einzubinden.
Eine VTL stellt sich für angeschlossene Computer wie eine oder mehrere Tape-Librarys dar. Die Anzahl der Librarys und darin enthaltener Slots und Bandlaufwerke sind dabei frei konfigurierbar. Virtuelle Bänder können zumeist von der VTL direkt auf „echte“ Bänder geschrieben werden, ohne dass die Backup-Software oder ein Server an diesem Vorgang beteiligt ist.
Vorteile ergeben sich insbesondere bei der Sicherung langsamer Rechner (v. a. solche, die nur mit 100 MBit/s an das Netzwerk angeschlossen sind), da Bandlaufwerke in einem solchen Fall mit dem Start-Stopp-Verfahren arbeiten müssen, was das Bandmaterial stark strapaziert (siehe Shoeshine-Problem).